# Gmina Sukë
Gmina Sukë (alb. Komuna Sukë) – gmina miejska położona w południowej części Albanii. Administracyjnie należy do okręgu Përmet w obwodzie Gjirokastra. W 2011 roku populacja gminy wynosiła 1256 osób w tym 607 kobiet oraz 649 mężczyzn, z czego Albańczycy stanowili 92,68%. 
W skład gminy wchodzi czternaście miejscowości: Sukë, Fshat i Ri, Goricë, Luar, Delilaj, Topojan, Ujëmirë, Podgoran, Corogunjë, Zhepovë, Podgoran Fushë, Rodenjë, Shelq, Taroninë.